# 三合街道
三合街道是中国重庆市丰都县下辖的一个街道办事处，丰都县政府驻地。原为三合镇，于2009年12月4日撤镇设街道。办事处驻平都大道西段50号。幅员面积78平方千米。

## 行政区划
三合街道辖10个社区，13个村。
- 社区：滨江东路居委会、滨江中路居委会、滨江西路居委会、平都东路居委会、平都中路居委会、平都西路居委会、南天湖东路居委会、南天湖中路居委会、南天湖西路居委会、雪玉路居委会
- 村：乌龙村、童仙寨村、瓜草湾村、峡南溪村、丁庄村、双庙村、汇南村、峰顶村、新建村、鹿鸣岩村、刀溪村、啄木嘴村、罗山村